# Taminango
Taminango é um município da Colômbia, localizado no departamento de Nariño.